# Mimorsidis sarawakensis
Mimorsidis sarawakensis är en skalbaggsart som beskrevs av Hayashi 1976. Mimorsidis sarawakensis ingår i släktet Mimorsidis och familjen långhorningar. Inga underarter finns listade i Catalogue of Life.